# Matvej Škirjatov
Matvej Fjodorovič Škirjatov (rusky Матвей Фёдорович Шкирятов, 15. srpna 1883 Tulská gubernie – 18. ledna 1954 Moskva) byl sovětský komunistický politik.
Pocházel z rodiny drobných rolníků a po dokončení základní školy pracoval v Moskvě jako krejčí. V roce 1906 vstoupil do bolševické frakce Ruské sociálně demokratické dělnické strany, zapojil se do ilegální činnosti a strávil čtyři roky ve vyhnanství. Za první světové války byl odveden do carské armády, kde vedl protiválečnou agitaci, po vypuknutí revoluce působil ve vojenských sovětech a v odborovém hnutí. Stal se členem moskevského výboru VKS(b) a v roce 1921 byl pověřen organizováním vnitrostranických prověrek. Jako vysoký představitel kontrolní komise VKS(b) se podílel na represích proti staré gardě bolševiků, proti údajným buržoazním nacionalistům v předkavkazských republikách nebo proti zahraničním delegátům v Kominterně. Udal také skupinu stranických funkcionářů okolo Alexandra Smirnova, kteří na soukromých schůzkách kritizovali brutální metody kolektivizace.
Podařilo se mu proniknout do okruhu nejbližších oblíbenců Josifa Vissarionoviče Stalina. V roce 1937 se stal jedním z hlavních organizátorů velké čistky a v roce 1939 byl zvolen do ústředního výboru strany. Ve stranickém aparátu úzce spolupracoval s Georgijem Malenkovem. Po válce řídil vyšetřování Leningradské aféry a při sesazení vedoucích představitelů Karelo-finské sovětské socialistické republiky mu asistoval Jurij Andropov. V roce 1952 se stal předsedou kontrolní komise strany a členem politbyra. Po Stalinově smrti byl zbaven funkce a krátce nato zemřel na zástavu srdce v důsledku zápalu plic. Byl zpopelněn a jeho urna uložena na hřbitov u Kremelské zdi. Bylo po něm pojmenováno mnoho ulic v SSSR, Škirjatovova ulice v Slovjansku byla v rámci dekomunizace Ukrajiny roku 2016 přejmenována na Samborskou.
Na masových popravách měl srovnatelný podíl jako Nikolaj Ježov nebo Genrich Jagoda, na rozdíl od nich však nebyl zlikvidován, neboť působil v zákulisí a nepředstavoval pro Stalina mocenského konkurenta. Byl známý nemilosrdným vykonáváním rozkazů, při mučení zatčených projevoval sadistické sklony. Lev Davidovič Trockij ho ve svých vzpomínkách popisoval jako bezcharakterního primitiva bez smyslu pro humor.